# Fêtes des pères
Fêtes des pères (Father's Day) est le huitième épisode de la Saison 1 de la seconde série télévisée britannique Doctor Who. Il a été diffusé pour la première fois le 14 mai 2005 sur BBC One.
Cet épisode marque la première apparition du père de Rose, Pete Tyler (Shaun Dingwall). Nommé en 2006 pour le Prix Hugo dans la catégorie série ou court métrage, il arrive finalement en troisième position derrière le double épisode Drôle de mort / Le Docteur danse.

## Accroche
Trahissant le Docteur, Rose remonte le temps au moment où son père est renversé par une voiture afin d'empêcher sa mort. Cet événement cause un paradoxe qui détruit la trame du temps et cause l'apparition de mystérieuses créatures.

## Distribution
- Christopher Eccleston : Le Docteur
- Billie Piper : Rose Tyler
- Camille Coduri : Jackie Tyler
- Shaun Dingwall : Pete Tyler
- Robert Barton : Adjoint au maire
- Julia Joyce : Rose enfant
- Christopher Llewellyn : Stuart
- Frank Rozelaar-Green : Sonny
- Natalie Jones : Sarah
- Eirlys Bellin : Bev
- Rhian James : Suzie
- Casey Dyer : Mickey enfant

## Résumé
L'épisode s'ouvre avec un flashback : Jackie Tyler raconte à sa fille Rose encore enfant comment son père est mort le 7 novembre 1987, le jour où leurs amis Stuart Hoskins et Sarah Clarke se sont mariés. Pete Tyler est décédé seul, après avoir été heurté par un chauffard qui a pris la fuite.
De retour dans le présent, dans le TARDIS, Rose demande au Docteur s'ils peuvent retourner le jour où son père est mort, de sorte qu'elle soit présente lors de ses derniers instants sur Terre. Le Docteur accepte. Ils se rendent donc en 1987 et voient Pete se faire heurter par une voiture, mais Rose n'a pas le courage de s'en approcher, malgré les encouragements du Docteur, et son père ne tarde pas à mourir. La jeune fille demande un deuxième essai. Malgré ses réticences, le Docteur accepte, mais lui ordonne de ne surtout pas se montrer avant que leurs doubles ne partent, pour ne pas provoquer un paradoxe. Rose ne l'écoute pas et se précipite vers son père, lui sauvant la vie de justesse. Le Docteur se met en colère mais Rose l'ignore ; pour elle, Pete est une personne « lambda » et sa vie ou sa mort ne peut pas changer le cours des événements. Alors que Rose part avec Pete à un mariage, le Docteur va retrouver le TARDIS, mais constate en ouvrant la porte du vaisseau que celui-ci est désormais une simple cabine vide. Ailleurs, des monstres ailés apparaissent et commencent à consumer des gens.
Dans la voiture, Rose observe des évènements anachroniques ; la radio de Pete diffuse Don't Mug Yourself de The Streets et lorsqu'elle se sert de son téléphone portable, elle n'entend que la phrase « Watson, venez, j'ai besoin de vous ». Près de l'église, une voiture identique à celle qui a renversé Pete apparaît, il l'esquive de justesse et elle disparaît de nouveau. Pendant qu'ils parlent avec les autres invités, dont Jackie qui a amené la petite Rose, alors bébé, le jeune Mickey Smith accourt et les prévient que des bêtes ont pris ses amis. Le Docteur arrive peu après et leur crie de se réfugier dans l'église tandis que les créatures apparaissent. À l'intérieur, alors que les survivants sont en sécurité dans le vieux bâtiment, le Docteur explique à Rose qu'elle a créé un paradoxe et que ces créatures viennent cautériser la « plaie » en dévorant ce qui est à l'intérieur, c'est-à-dire l'univers. Soudain, la clé du TARDIS commence à rougeoyer et à se réchauffer. Le Docteur entrevoit une solution au problème mais demande que personne ne touche à la clé avant la fin du processus. Il interdit également à Rose de toucher la "Rose bébé" pour ne pas aggraver les choses.
Pendant qu'ils attendent que le TARDIS réapparaisse, Pete surprend la conversation du Docteur et de Rose et se rend compte que cette dernière est sa fille. Quand Jackie les voit très proches, elle accuse son mari d'entretenir une liaison avec la jeune femme. Pour se défendre de cette accusation, Pete lui révèle la vérité et prend la petite Rose pour la mettre dans les bras de la Rose actuelle, créant un nouveau paradoxe : ce nouveau paradoxe permet à une des bêtes d'entrer dans l'église. Le Docteur se sacrifie pour sauver le groupe ; il disparaît et la clé du TARDIS redevient froide et grise. Alors que les invités se concertent pour décider de l'attitude à adopter, Pete observe que la voiture qui a failli le heurter est toujours là, apparaissant et disparaissant à intervalles réguliers. Il en déduit qu'il aurait dû mourir tout à l'heure et que s'il mourait maintenant, cela ferait disparaître le paradoxe. Il fait ses adieux à sa femme et à sa fille et se précipite devant le véhicule qui le heurte de plein fouet. Toutes les personnes attaquées par les créatures reviennent à la vie, y compris le Docteur, mais ne se souviennent de rien. Rose reste près de Pete jusqu'à ce qu'il meure, puis retourne main dans la main avec le Docteur dans le TARDIS.
Un second flashback conclut l'épisode : Jackie explique désormais à Rose qu'une voiture a heurté son père qui, on ignore pourquoi, s'est précipité vers le véhicule. Le conducteur, hors de cause, s'est arrêté et une jeune fille blonde est restée près de Pete jusqu'à sa mort.

### Continuité
- Occurrence du mot « Bad Wolf » : sur une affiche annonçant une rave party près du lieu de l'accident initial.
- Le Docteur sous-entend que la fin de la race des Seigneurs du Temps est la raison pour laquelle ce genre d'événement n'est jamais arrivé auparavant.
- Les monstres ne sont jamais nommés durant l'épisode, mais sont appelés les « Reapers » (les « Faucheurs ») par la production. Le conducteur qui tue Peter n'est pas nommé non plus, il s'appelle « Matt » selon le script[2].

## Production

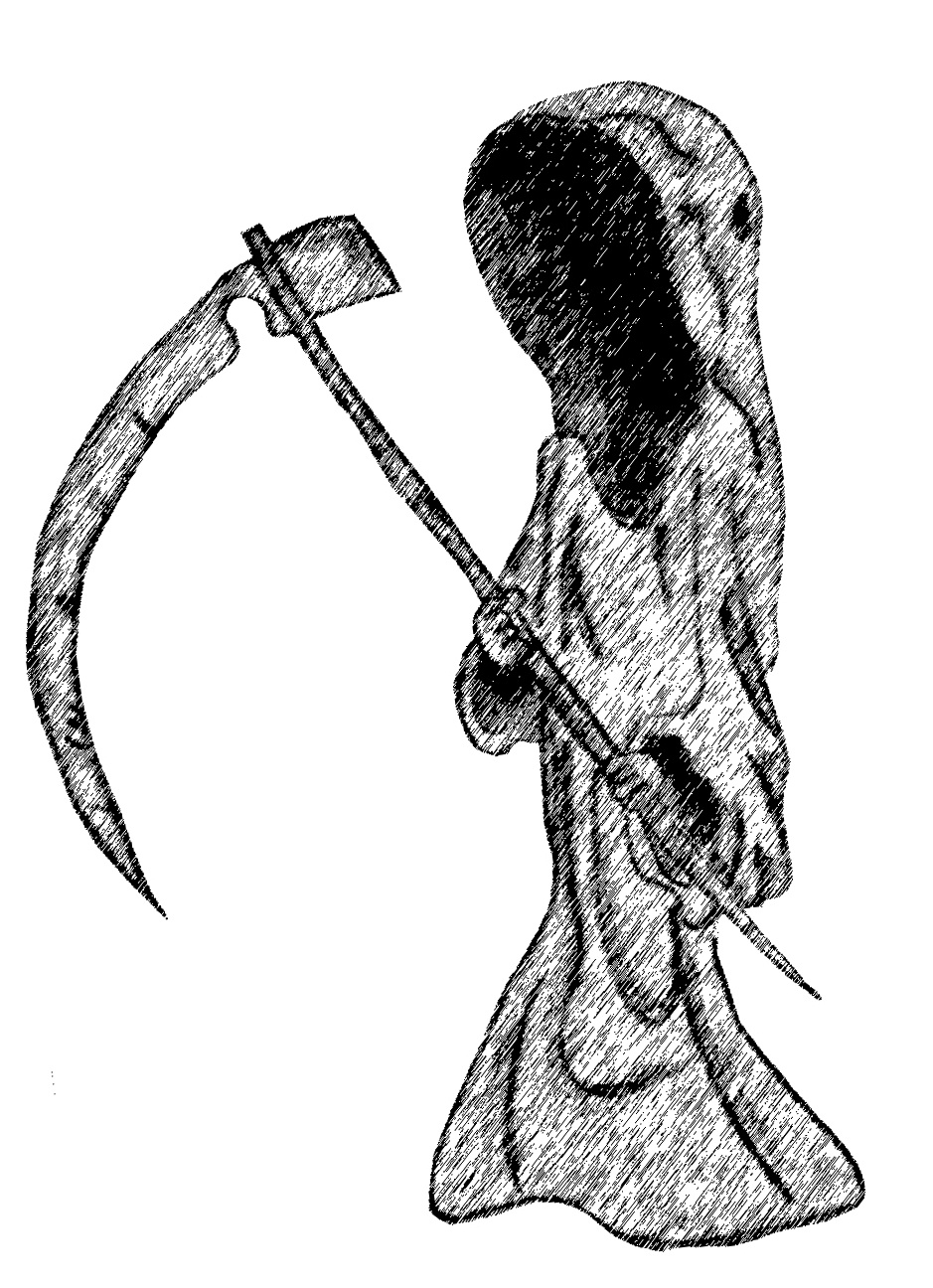
Les monstres devaient prendre initialement l'aspect traditionnel de la faucheuse.